# البرتغال في الألعاب الأولمبية
البرتغال في الألعاب الأولمبية تقوم اللجنة الأولمبية البرتغالية بالإشراف في شؤون مشاركة البرتغال في الألعاب الأولمبية، شاركت البرتغال أول مرة في الألعاب الأولمبية في دورة 1912 في ستوكهولم في السويد بعد تشكيل اللجنة الأولمبية البرتغالية والاعتراف بها من اللجنة الأولمبية الدولية، فازت البرتغال حتى الآن في مشوارها في الألعاب الأولمبية الصيفية ب23 ميدالية 4 ذهبية و8 فضية و11 برونزية، أكثر الرياضات التي نافست فيها الرتغال هي ألعاب القوى و الإبحار و التجديف و الفروسية ورياضات أخرى.
في الألعاب الأولمبية الشتوية شاركت البرتغال أول مرة في دورة 1952 في أوسلو في النرويج ولم تفز حتى الآن بأي ميدالية في الألعاب الشتوية.